# Ryan Smith (giocatore di football americano 1993)
Ryan Smith (Augusta, 7 settembre 1993) è un giocatore di football americano statunitense che milita nel ruolo di cornerback per i Los Angeles Chargers della National Football League (NFL).

## Carriera

### Tampa Bay Buccaneers
Smith fu scelto nel corso del quarto giro (108º assoluto) del Draft NFL 2016 dai Tampa Bay Buccaneers. Debuttò come professionista il 25 settembre 2016 nella sconfitta contro i Los Angeles Rams della settimana 3. Nella settimana 9 fece registrare il suo unico tackle della sua stagione da rookie contro gli Atlanta Falcons. Concluse la sua prima annata con 14 presenze. Il 24 settembre 2017 disputò la prima gara come titolare al posto dell'infortunato Brent Grimes. La sua seconda stagione si chiuse con 62 placcaggi, 5 passaggi deviati e 2 fumble forzati in 15 presenze, di cui 10 come titolare.
Il 25 novembre 2018 Smith fece registrare il suo primo intercetto in carriera su Nick Mullens dei San Francisco 49ers. Finì la stagione con 38 tackle. Il 10 luglio 2019 fu sospeso per quattro partite per uso di sostanze dopanti. Tornò dalla sospensione il 30 settembre e fu attivato prima della settimana 5.
Il 30 marzo 2020, Smith rifirmò con Buccaneers. Il 7 febbraio 2021 scese in campo nel Super Bowl LV contro i Kansas City Chiefs campioni in carica nella vittoria per 31-9, conquistando il suo primo titolo.

### Los Angeles Chargers
Il 30 marzo 2021 Smith firmò con i Los Angeles Chargers.

## Palmarès
- Super Bowl : 1

Tampa Bay Buccaneers: LV
- National Football Conference Championship: 1

Tampa Bay Buccaneers: 2020